# إليم (أنغلزي)
إليم (بالإنجليزية: Elim, Anglesey) هي قرية تقع في المملكة المتحدة في ويلز.